# Yoshihisa Inoue

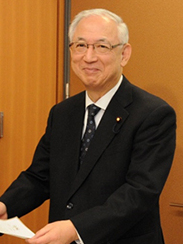
Yoshihisa Inoue, 2017

Yoshihisa Inoue (jap. 井上 義久 Inoue Yoshihisa; * 24. Juli 1947 in Toyama, Präfektur Toyama) ist ein japanischer Politiker. Er war für insgesamt neun Wahlperioden Abgeordneter im Shūgiin, dem Unterhaus des nationalen Parlaments, und war zwischen 2009 und 2018 Generalsekretär der Kōmeitō.

## Leben
Inoue arbeitete nach Abschluss seines Studiums an der ingenieurswissenschaftlichen Fakultät der Tōhoku-Universität für die Kōmeitō-Parteizeitung. Bei der Shūgiin-Wahl 1990 kandidierte er im Viermandatswahlkreis Tokio 3 für die Kōmeitō und wurde mit dem vierthöchsten Stimmenanteil erstmals ins Parlament gewählt. 1993 zunächst abgewählt kehrte er nach der Wahlrechtsreform 1996 über die NFP-Liste im Verhältniswahlblock Tōhoku zurück und wurde dort danach bis einschließlich 2017 siebenmal in Folge als Listenkandidat 1 der Kōmeitō wiedergewählt.
1999 wurde Inoue in der rekonstituierten Kōmeitō unter Takenori Kanzaki Vorsitzender des Wahlkampfausschusses, bei einer Kabinettsumbildung im September 2004 dann Nachfolger von Kazuo Kitagawa als Vorsitzender des politischen Forschungsrates. 2006 berief ihn Kanzakis Nachfolger Akihiro Ōta zum Vizeparteivorsitzenden. 2009 wurde Inoue Nachfolger von Generalsekretär Kazuo Kitagawa, der seinen Shūgiin-Sitz verloren hatte. 2018 löste ihn Tetsuo Saitō ab.
Zur Wahl 2021 trat Inoue nicht mehr an.